# Май 2024 года

Список событий мая 2024 года.

## События
- 1 мая
  - В Мэйчжоу (провинция Гуандун, КНР) после сильных осадков обрушился[англ.] участок скоростной автомагистрали, в результате чего погибло как минимум 48 человек[1].

- 2 мая
  - Турция приостановила всю торговлю с Израилем в знак протеста против войны в Газе; в 2023 году оборот торговли между двумя странами составил 6,8 млрд долларов[2].
  - Полицией был освобождён от протестующих студентов кампус Калифорнийского университета в Лос-Анджелесе[3].

- 3 мая
  - С космодрома Вэньчан состоялся запуск китайской АМС «Чанъэ-6» с целью сбора и доставки[англ.] на Землю реголита с обратной стороны Луны, вместе с АМС был запущен первый пакистанский лунный спутник ICUBE-Q[англ.][4].
  - Парижский Институт политических исследований закрылся после того, как полиция освободила его от протестующих студентов. Институт был забаррикадирован студентами с 26 апреля в знак протеста против войны в Газе[5].

- 4 мая
  - По крайней мере 57 человек погибло и 373 пропали без вести в результате наводнения в бразильском штате Риу-Гранди-ду-Сул[6].
  - Началось переселение всех 9800 жителей индонезийского вулканического острова Руанг после серии сильных извержений в апреле[7].
  - Около 1,6 млн зрителей собралось на бесплатный концерт Мадонны на пляже Копакабана в Рио-де-Жанейро (Бразилия) в рамках The Celebration Tour[8].
  - Садик Хан в рекордный третий раз переизбран мэром Лондона[9].
  - Спорт
    - 3-летний жеребец Mystik Dan под седлом жокея Брайана Эрнандеса выиграл 150-е дерби в Кентукки. Победитель был определён с помощью фотофиниша, это самый плотный финиш в XXI веке. Mystik Dan был аутсайдером по мнению букмекеров, ставки на его победу принимались как 18 к 1. Победитель получил 3,1 млн долларов[10].
    - Польская теннисистка Ига Свёнтек 9-й раз в карьере победила на турнире серии WTA 1000. В финале турнира на грунте в Мадриде, Свёнтек отыграла 3 матчбола у прошлогодней чемпионки Арины Соболенко и победила со счётом 7-5 4-6 7-6(9-7)[11].

- 5 мая
  - Начался 6-дневный визит главы КНР Си Цзиньпина в страны Европы (Францию, Сербию и Венгрию)[12].
  - Правительство Израиля запретило трансляцию катарского телеканала Al Jazeera на территории Израиля[13].
  - Спорт
    - Теннисист Андрей Рублёв второй раз в карьере выиграл турнир серии Masters. В финале турнира на грунте в Мадриде Рублёв переиграл Феликса Оже-Альяссима (4-6 7-5 7-5)[14].

- 6 мая
  - Награды и премии
    - Владимир Кара-Мурза стал лауреатом Пулитцеровской премии[15].

  - Спорт
    - Англичанин Кайрен Уилсон выиграл чемпионат мира по снукеру, победив в финале валлийца Джека Джонса[16].

  - Катастрофы и происшествия
    - Число жертв наводнения в Кении достигло 228 человек[17].

- 7 мая
  - Компания AstraZeneca объявила о прекращении продаж вакцины Vaxzevria, объяснив своё решение падением продаж. Ранее, в феврале 2024 года, компания признала, что в некоторых случаях вакцина вызывает побочный эффект — тромбоз, что может привести к смерти пациента[18].

- 8 мая
  - В федеральном суде Манхэттена (Нью-Йорк, США) начался суд над Биллом Хваном, основателем инвестиционной компании Archegos Capital Management, крах которой в марте 2021 года привёл к убыткам, которые оцениваются в 100 млрд долларов[19].
  - Число жертв наводнения в Бразилии достигло 90 человек[20].
  - Китайский зонд «Чанъэ-6» вышел на лунную орбиту[21].
  - В Вашингтоне полиция провела аресты в пропалестинском палаточном лагере в университете Джорджа Вашингтона; всего в протестах, начавшихся 18 апреля, было арестовано чуть уже более 2600 человек в 50 университетских кампусах[22].
  - Google DeepMind выпустила третью версию программы по предсказанию пространственной структуры белков — AlphaFold 3[23].

- 9 мая
  - Влияние и адаптации произведений Толкина: Warner Bros анонсировали новые фильмы по вселенной легендариума Дж. Р. Р. Толкина, дебют первого фильма по названием «Охота на Голлума» запланирован на 2026 год, Питер Джексон будет продюсером, а Энди Серкис — режиссёром[24][25].

- 10 мая
  - В результате падения рейсового автобуса Volgabus-4298.G4 с пассажирами в реку Мойку с Поцелуева моста в Санкт-Петербурге погибли 7 человек[26].
  - Протесты европейских фермеров: В Варшаве прошла многотысячная демонстрация фермеров и членов профсоюза «Солидарность» против новых экологических норм Евросоюза[27].
  - Вторжение России на Украину: Обострились боевые действия на границе Харьковской области[28].
  - Спорт
    - В Чехии начался чемпионат мира по хоккею с шайбой. В турнире принимают участие 16 сборных, финал будет сыгран 26 мая на «O2 Арене» в Праге[29].

- 11 мая
  - Серия солнечных вспышек максимальной категории мощности привела к сильнейшей за последние 20 лет геомагнитной буре[30][31].
  - Число жертв наводнения в Афганистане превысило 330 человек[32][33].

- 12 мая
  - Политика и выборы
    - Президентские выборы в Литве: в первом туре действующий президент Гитанас Науседа получил 44 % голосов, а действующий премьер-министр страны Ингрида Шимоните получила 20 % голосов. Второй тур состоится 26 мая[34].

  - В Белгороде в результате обстрела обрушился подъезд 10-этажного жилого дома Погибли 17 человек, ещё около 30 ранены.[35]
  - В Якутии отравили собаку шамана Габышева, находящегося на принудительном лечении в психиатрической больнице. Адвокат Габышева предположил, что собаку убили, чтобы повлиять на моральное состояние его подзащитного[36].
  - В США умер первый пациент с пересаженной генно-модифицированной свиной почкой[37]
  - Политика
    - Сергей Шойгу, назначен Владимиром Путиным на пост секретаря Совета Безопасности.На должность министра обороны назначен Андрей Белоусов[38].

  - В варшавском районе Бялоленка почти полностью сгорел торговый комплекс; он включал около 1400 торговых точек, преимущественно торговцев из Вьетнама[39].

- 13 мая
  - OpenAI представила новую версию генеративного искусственного интеллекта GPT-4o[англ.], которая ляжет в основу чат-бота ChatGPT[40].

- 14 мая
  - Парламент Грузии, несмотря на массовые протесты, принял закон об «иностранных агентах» в окончательном третьем чтении[41].

- 15 мая
  - Совершено покушение на премьер-министра Словакии Роберта Фицо[42].
  - Премьер-министр Сингапура Ли Сяньлун, который занимал свой пост с 2004 года, подал в отставку, его сменил министр финансов Лоуренс Вонг[43].
  - На Сахалине при восстановлении памятника Ленина нашли утерянную капсулу времени; Эту капсулу планировалось вскрыть ещё шесть лет назад, в честь 100-летия комсомольского движения, но тогда её не смогли найти[44].
  - Франция объявила о чрезвычайном положении и ввела войска в Новую Каледонию в связи с вспыхнувшими беспорядками сепаратистов[45].

- 16 мая
  - Международные отношения
    - Китайско-российские отношения: начался государственный визит Владимира Путина в Китай[46].

- 17 мая
  - Генеральские чистки в России
    - Гарнизонный военный суд арестовал бывшего командующего 58-й армией генерал-майора Ивана Попова, подозреваемого в мошенничестве в особо крупном размере (часть 4 статьи 159 УК РФ)[47].

- 18 мая
  - Спорт
    - Завершился чемпионат Германии по футболу 2023/2024. «Байер 04» под руководством Хаби Алонсо выиграл свой первый титул и стал первой командой, которая не проиграла в чемпионате Германии ни одного матча за сезон — 28 побед и 6 ничьих[48].

- 19 мая
  - В Иране разбился вертолёт, перевозивший президента Ибрахима Раиси[49]. Погибли все 8 человек на борту.
  - Спорт
    - В Абу-Даби (ОАЭ) стартовал чемпионат мира по дзюдо[50].
    - Колумбийский нападающий «Зенита» Матео Кассьерра в игре против «Ахмата» (5:1) стал первым в XXI веке футболистом и первым иностранцем, забившим 5 мячей в одном матче чемпионата России[51].
    - Завершился чемпионат Франции по футболу 2023/2024. «Пари Сен-Жермен» стал чемпионом третий раз подряд и 10-й раз за последние 12 сезонов. Третье место занял «Брест», который ранее никогда не поднимался выше 8-го места в чемпионате Франции[52].
    - Завершился чемпионат Англии по футболу 2023/2024. «Манчестер Сити» под руководством Пепа Гвардиолы стал первой в 135-летней истории чемпионата Англии командой, выигравшей титул 4 раза подряд[53].
    - 30-летний американский гольфист Сандер Шауффеле выиграл 106-й Чемпионат Профессиональной ассоциации гольфа, это первый «мейджор» в карьере олимпийского чемпиона 2020 года. Его результат (21 ниже пара) стал лучшим в истории «мейджоров»[54][55].

- 20 мая
  - Спорт
    - В Баку (Азербайджан) стартовал чемпионат Европы по борьбе среди спортсменов до 23 лет[56].

- 21 мая
  - Конфликты
    - Протесты в Новой Каледонии: президент Франции Эмманюэль Макрон вечером вылетел на Новую Каледонию[57].

  - Политика
    - Стало известно, что при обыске в резиденции Трампа в Мар-а-Лаго в 2022 году, агенты ФБР имели при себе огнестрельное оружие и разрешение на его использование[58][59].
    - Муслим Хучиев покинул пост председателя правительства Чечни, который занимал 6 лет. Это произошло через 6 дней после ухода Магомеда Даудова с поста председателя парламента Чечни, который тот занимал 9 лет[60].

  - Спорт
    - 39-летний Криштиану Роналду стал первым в истории футболистом, включённым в заявку на 6 чемпионатах Европы[61].
    - 13-летний Иван Землянский стал самым молодым гроссмейстером в России[62].
    - Завершилась групповая стадия чемпионата мира по хоккею с шайбой в Чехии. Сборная Швеции выиграла на групповой стадии все матчи в основное время впервые с 1953 года[63]. В 1/4 финала 23 мая сыграют Канада — Словакия, Швейцария — Германия, Швеция — Финляндия, США — Чехия[64].
- 22 мая
  - Международные отношения
    - Международно-правовой статус Государства Палестина: правительства Норвегии, Ирландии и Испании приняли решение признать Палестину с 28 мая 2024 года на основании концепции «Два государства для двух народов». Израиль отозвал послов из этих стран[65].

  - Политика
    - Премьер-министр Великобритании Риши Сунак назначил досрочные парламентские выборы на 4 июля 2024 года[66].

  - Чистки в Минобороны РФ
    - Арестован начальник главного управления связи ВС РФ и заместитель начальника Генерального штаба генерал-лейтенант Вадим Шамарин[67].

  - Спорт
    - Итальянская «Аталанта» впервые выиграла Лигу Европы УЕФА, прервав в финале 51-матчевую беспроигрышную серию «Байера 04» благодаря хет-трику Адемолы Лукмана[68].

- 23 мая
  - Вторжение России на Украину: В результате российского ракетного удара по типографии в Харькове погибли 7 человек, ещё как минимум 20 получили ранения[69].
  - Международные санкции
    - Владимир Путин подписал указ о специальном порядке компенсации ущерба, причиненного России и Центробанку в связи с недружественными действиями США. Принадлежащее лицам из США имущество, включая ценные бумаги, может быть использовано для компенсации[70].

  - Международные отношения
    - Народно-освободительная армия Китая начала двухдневные военные учения вокруг Тайваня[71].
- 24 мая
  - В провинции Энга (Папуа — Новая Гвинея) произошёл оползень на площади около 200 км², по предварительным оценкам число погибших может составить более 670 человек[72].
  - Международный суд ООН принял решение, призывающее к немедленному прекращению военной операции Израиля в Газе[73].

- 25 мая
  - Вторжение России на Украину: в результате российского ракетного удара по спальному району Харькова погибло не менее 16 человек.
  - Спорт
    - Чемпионат мира по хоккею с шайбой 2024 года стал самым посещаемым в истории. Рекорд был установлен по итогам полуфинальных матчей, турнир суммарно посетили 765 385 зрителей. Предыдущий рекорд был установлен в 2015 году, когда общая посещаемость турнира, также проходившего в Чехии, достигла 741 690 зрителей[74].
    - «Манчестер Юнайтед» 13-й раз в истории выиграл Кубок Англии по футболу, победив в финале на «Уэмбли» «Манчестер Сити» со счётом 2:1. Чаще в Кубке Англии побеждал только «Арсенал» (14)[75].
    - «Пари Сен-Жермен» 15-й раз в истории выиграл Кубок Франции по футболу, переиграв в финале «Олимпик Лион» со счётом 2:1. Килиан Мбаппе сыграл последний матч за ПСЖ[76].
    - «Байер 04» второй раз в истории выиграл Кубок Германии по футболу, переиграв в финале «Кайзерслаутерн» со счётом 1:0. «Байер» не проиграл за сезон ни одного матча ни в чемпионате, ни в Кубке Германии[77].

- 26 мая
  - Политика и выборы
    - Президентские выборы в Литве: действующий президент страны 60-летний Гитанас Науседа сохранил свой пост, набрав более 75 % во втором туре и опередив премьер-министра Ингриду Шимоните[78].

  - Протесты в Армении: Армянская оппозиция выдвинула архиепископа Галстаняна на пост премьер-министра Армении[79].
  - Спорт
    - Сборная Чехии по хоккею с шайбой впервые с 2010 года стала чемпионом мира, победив в финале на домашнем льду команду Швейцарии (2:0). В матче за третье место Швеция обыграла Канаду (4:2). Лучшим игроком турнира признан нападающий швейцарцев Кевин Фиала[80].

- 29 мая
  - В ЮАР прошли парламентские выборы, по итогам которых правящая партия Африканский национальный конгресс впервые за 30 лет потеряла большинство[81].

- 30 мая
  - Суд над Дональдом Трампом: Суд присяжных признал Трампа виновным по «делу Сторми Дэниелс», приговор будет оглашен 11 июля 2024 года[82].
  - Состоялся успешный запуск космического транспортного грузового корабля «Прогресс МС-27» с помощью ракеты-носителя «Союз-2.1а» со стартового комплекса «Восток» (Площадка 31) космодрома Байконур по программе 88-й миссии снабжения МКС[83].
  - В Японии эксперты из Киотского университета и компании Sumitomo Forestry закончили постройку первого в мире деревянного спутника LignoSat, его запуск должен состоятся в этом году посредством ракеты SpaceX[84].